# (19915) Botchkarev
(19915) Botchkarev est un astéroïde de la ceinture principale.

## Description
(19915) Bochkarev est un astéroïde de la ceinture principale. Il fut découvert le 14 septembre 1974 à Naoutchnyï par Nikolaï Tchernykh. Il présente une orbite caractérisée par un demi-grand axe de 2,36 UA, une excentricité de 0,24 et une inclinaison de 2,1° par rapport à l'écliptique.

## Compléments